# Tumor de los cordones sexuales
Un tumor de los cordones sexuales se refiere a uno de un grupo de varios tumores derivados de tejidos provenientes de los cordones sexuales del ovario o de los testículos. Incluyen un 8% de los cánceres de ovario y una minoría de los cánceres de testículos. Por lo general su presencia se descubre a raíz de irregularidades en el ciclo menstrual de una mujer o durante el examen físico de un niño varón.
El grupo está compuesto por tumores que asemejan a las estructuras de soporte de las gónadas masculinas y femeninas no-germinales:
- Tumor de células de la granulosa
- Tecoma
- Tumor de células de Sertoli-Leydig
- Fibromas

Estos son tumores que tienden a ser funcionales, es decir, son productoras de estrógenos (constituyen el 90% de las neoplasias funcionales del ovario) o andrógenos. Pueden tener presentaciones clínicas dramáticas, aunque la mayoría de ellos tienen bajo potencial maligno y casi siempre son unilaterales.